# Mosquiter verdós
El mosquiter verdós (Phylloscopus trochiloides) és una espècie d'ocell de la família dels fil·loscòpids (Phylloscopidae). Habita boscos poc densos i zones amb bedolls arbustius des d'Escandinàvia, nord-est d'Alemanya i nord de Polònia, cap a l'est, a través del centre de Rússia fins al riu Ienissei i nord-oest de Mongòlia, nord del Kazakhstan i Turkmenistan, nord de l'Índia, centre de la Xina i sud-est del Tibet. El seu estat de conservació es considera de risc mínim.
Als Països catalans únicament s'ha citat dues vegades, una a les illes Columbretes (1988) i altra al delta del Llobregat (2004).

## Subespècies
Dues subespècies (nitidus i plumbeitarsus) són modernament considerades espècies de ple dret. L'IOC (versió 3.3, 2013) inclou quatre subespècies:
- P. t. ludlowi Whistler, 1931. Nord del Pakistan.
- P. t. obscuratus Stresemann, 1929. Xina central.
- P. t. trochiloides (Sundevall, 1837). Des de l'Himàlaia 	centrals fins al sud de la Xina.
- P. t. viridanus Blyth, 1843. Des d'Europa nord-oriental fins al centre de Sibèria i nord-oest de la Xina.